# Lacaria
Lacaria es el nombre de un género de polillas de la familia Geometridae, subfamilia Ennominae. L. araucanaria es la especie tipo, descrita en el parque nacional Lanín, Argentina. El género es el tipo nomenclatural de la tribu Lacarini, que fue la ubicación taxonómica usada por Orfila y Schajovskoy. Actualmente la tribu se considera sinonimia de Lithinini.

## Descripción
El género Lacaria se distingue fácilmente de otros de su tribu por las antenas serradas de los machos y el patrón de manchas de las diferentes especies. Las autapomorfías que definen el género se encuentran en la morfología genitalia del macho.

## Distribución
El género es endémico de una región específica: se encuentra distribuido entre las coordenadas 36º 30' y aproximadamente los 40º S. La especie L. araucanaria se encuentra sólo en Argentina, en el extremo norte de la Estepa Patagónica que consiste en un bosque templado frío. Las otras especies habitan ambos lados de la Cordillera de los Andes, limitado al bosque templado de Chile y Argentina dentro del parque nacional Lanín, Provincia del Neuquén.

## Especies
El género Lacaria tiene distribución con endemismo en América del Sur pero no es muy rico en especies, cuanta solo con siete especies:
- L. aczeli Orfila y Schajovski, 1960
- L. araucanaria Orfila y Schajovski, 1960
- L. monrosi Orfila y Schajovski, 1960
- L. phasma Butler, 1882
- L. picuncharia Orfila y Schajovski, 1960
- L. Schakhovskoyi Sperry, 1954
- L. sperryi Orfila y Schajovski, 1960